# Arajik Harutiunjan
Arajik Harutiunjan (armeniska: Արայիկ Հարությունյան), född 1973, är president, och tidigare premiärminister, i den de facto självständiga republiken Artsach. Han blev premiärminister den 14 september 2007, då han föreslogs av dåvarande president Bako Sahakjan och enhälligt godkändes av de 32 närvarande ledamöterna i parlamentet. Harutiunjans parti hade tidigare säkrat tio av parlamentsplatserna i valet i juni 2005.